# Valhermoso de la Fuente
Valhermoso de la Fuente è un comune spagnolo di 49 abitanti situato nella comunità autonoma di Castiglia-La Mancia.